# Kasteel Litterveld
Kasteel Litterveld (ook: Kasteel van Caloen) is een kasteel in de tot de West-Vlaamse gemeente Zedelgem behorende plaats Aartrijke, gelegen aan Brugsestraat 144.

## Geschiedenis
Het kasteel werd in 1866 gebouwd voor de Brugse adellijke familie van Hamme-de Croeser de Berges. De naam van het kasteel is afkomstig van een lokale veldnaam.

## Gebouw
Het kasteel is toegankelijk via een lange oprijlaan. Het gebouw, in eclectische stijl, is opgetrokken in rode baksteen en voorzien van een schilddak. Een veelhoekige traptoren is tegen de westgevel gebouwd.
Het kasteel ligt in een park dat een centrale vijver omvat, waaromheen een grasveld met enkele bomengroepen en een parkbos dat dit alles omsluit. In het park vindt men een ijskelder en grotten welke zijn vervaardigd uit Doornikse steen.
Ten zuiden van het domein loopt de Potsdambeek.